# Hippeastrum wilsoniae
Hippeastrum wilsoniae là một loài thực vật có hoa trong họ Amaryllidaceae. Loài này được L.J.Doran & F.W.Mey. mô tả khoa học đầu tiên năm 1987.